# Thick as a Brick 2
Thick as a Brick 2 (sottotitolo Whatever Happened To Gerald Bostock?) è un concept album di Ian Anderson, pubblicato nel 2012.
È il sequel di Thick as a Brick, storico album dei Jethro Tull, pubblicato nel 1972. In copertina il disco è accreditato a nome di Jethro Tull's Ian Anderson, rimarcando sia il legame con i Jethro Tull sia con Thick as a Brick, concept album progressive rock pubblicato 40 anni prima dalla band del musicista scozzese.

## Il disco
Il 1º febbraio 2012 Ian Anderson annunciò tramite il sito ufficiale dei Jethro Tull un sequel di Thick as a Brick, dal titolo Thick as a Brick 2, un concept album progressive rock degno del suo predecessore. La tematica è "dal ragazzino all'uomo e oltre", ovvero quello che potrebbe essere accaduto al bambino poeta Gerald Bostock nella vita adulta (o, forse, a qualcuno di noi).
TAAB2 (sigla del titolo) presenta quindi cinque divergenti storie di vita ipotetiche per Gerald Bostock: un avido banchiere, un omosessuale senza fissa dimora, un soldato della guerra in Afghanistan, un predicatore evangelico ipocrita, un "uomo comune" che (sposato e senza figli) gestisce un negozio all'angolo. Alla fine dell'album, però, tutte e cinque le possibilità sembrano convergere in una simile conclusione di cupa o pietosa solitudine.
Il disco vide l'assenza alle chitarre di Martin Barre, storico chitarrista dei Jethro Tull, sostituito per l'occasione dal tedesco Florian Opahle, e venne prodotto a nome di Ian Anderson, risultando quindi un album solista del leader della band.
Venne pubblicato il 2 aprile 2012 in formato CD ed il 5 novembre dello stesso anno fu pubblicato in versione LP, congiuntamente con la ristampa remixata di Thick as a Brick del 1972.

## Copertina
Come richiamo alla copertina del primo Thick as a Brick, raffigurante la prima pagina del quotidiano St. Cleve Chronicle, la copertina di Thick as a Brick 2 raffigura il sito web dedicato alla parrocchia di St. Cleve. Il sito web, realmente esistente, contiene, come il quotidiano per Thick as a Brick, molte notizie ironiche e fantasiose sulla comunità di St. Cleve.

## Stile musicale
Al contrario dei precedenti dischi solisti di Anderson, in TAAB2 è presente un forte ritorno allo stile dei Jethro Tull degli anni settanta. Questo ha stupito molto i fan, in quanto era maggiormente prevedibile un prosieguo sulla stessa linea di The Secret Language of Birds e Rupi's Dance. Nel disco sono presenti sonorità che ricordano Thick as a Brick, A Passion Play, Aqualung, Songs from the Wood ed Heavy Horses, con appunto un chiaro stile progressive rock anni settanta. Sono stati utilizzati gli stessi strumenti musicali del 1972, che ricreano atmosfere molto simili al disco di 40 anni prima e predecessore del presente album, Thick as a Brick.

## Live
Ian Anderson e la sua band eseguirono Thick as a Brick e Thick as a Brick 2 interamente durante il tour mondiale a seguito della pubblicazione di TAAB2 portato in scena nel 2012/2013 dal titolo Jethro Tull's Ian Anderson plays Thick as a Brick 1&2. Da notare che Thick as a Brick non veniva eseguito interamente dal vivo dall'anno in cui fu pubblicato, cioè dal 1972.
Il concerto tenuto da Ian Anderson a Reykjavík (Islanda) il 22 giugno 2012 venne pubblicata nell'album/video Thick as a Brick - Live in Iceland del 2014. Il concerto contiene l'esecuzione integrale di Thick as a Brick dei Jethro Tull e Thick as a Brick 2 di Ian Anderson.

## Tracce

### CD
L'album è diviso in due sezioni: DIVERGENCE e CONVERGENCE.

#### DIVERGENCE: Interventions, parallel possibilities
1. Pebbles Thrown
  - From A Pebble Thrown - 3:04
  - Pebbles Instrumental - 3:30
  - Might-have-beens - 0:50
2. Gerald the Banker
  - Upper Sixth Loan Shark - 1:13
  - Banker Bets, Banker Wins - 4:27
3. Gerald Goes Homeless
  - Swing It Far - 3:28
  - Adrift And Dumfounded - 4:25
4. Gerald The Military Man
  - Old School Song - 3:06
  - Wootton Bassett Town - 3:43
5. Gerald The Chorister
  - Power And Spirit - 1:59
  - Give Till It Hurts - 1:12
6. Gerald, A Most Ordinary Man
  - Cosy Corner - 1:24
  - Shunt And Shuffle - 2:12

#### CONVERGENCE: Destiny, fate, karma, kismet
1. A Change Of Horses - 8:04
2. 22 Mulberry Walk
  - Confessional - 3:08
  - Kismet In Suburbia - 4:17
3. What-ifs, Maybes And Might-have-beens - 3:36

### DVD
La Special Edition contiene un DVD con i seguenti contenuti:
1. 5.1 Surround Sound of entire album (Mixed by Steven Wilson)
2. The making of the album (25 min.)
3. Interview with Ian Anderson talking about the album
4. Interview with Steven Wilson
5. Lyric reading (25 min.)
6. Artwork

### LP
In occasione del quarantennale di Thick as a Brick, il 5 novembre 2012 il disco dei Jethro Tull è stato ristampato in vinile, con un nuovo mixaggio.
Accanto al classico disco del 1972, nel box intitolato Thick as a Brick 40th Anniversary Special Collector's Edition è stata pubblicata anche la versione in LP di TAAB2 di Ian Anderson

#### Disco 1
Thick As A Brick (2012 Remix)

Lato A
1. Thick As A Brick (Part 1) (2012 Remix)

Lato B
1. Thick As A Brick (Part 2) (2012 Remix)

#### Disco 2
Thick As A Brick 2

Lato A
1. From a Pebble Thrown
2. Pebbles Instrumental
3. Might Have Beens
4. Upper Sixth Loan Shark
5. Banker Bets, Banker Wins
6. Swing It Far
7. Adrift and Dumfounded
8. Old School Song
9. Wootton Bassett Town

Lato B
1. Power and Spirit
2. Give Till It Hurts
3. Cosy Corner
4. Shunt and Shuffle
5. A Change Of Horses
6. Confessional
7. Kismet in Suburbia
8. What-ifs, Maybes and Might-have-beens

## Formazione
- Ian Anderson - cantante, flauto traverso, chitarra acustica
- Florian Opahle - chitarra elettrica
- David Goodier - basso
- John O'Hara - tastiere
- Scott Hammond - batteria, percussioni
- Ryan O'Donnell - cantante
- Pete Judge - tromba, flugelhorn, flicorni, tuba

Produzione
- Ian Anderson: produzione
- Steven Wilson: ingegnere del mixaggio (stereo/5.1)
- Mike Downs: ingegnere del suono
- Peter Mew: ingegnere del mastering